# 石井利佳
石井 利佳（いしい りか、1993年8月30日 - 、本名 同じ）は、日本のタレント、歌手、司会者、イベントプロデューサー。
「平成生まれの昭和アイドル」として、ライブハウスやバー、クラブ、地域のイベントなどで歌手活動の他、「昭和L♡VERSシリーズ」などの主催イベントを毎月数回開催し、イベントプロデューサーとしても活動している。
キャッチフレーズは、「幸せを呼ぶほっぺの天使♡」、愛称は「リカちゃん」。愛称については、本人なりのこだわりを持っており、「リカ」はカタカナ、「ちゃん」は平仮名で表記して欲しいと公言している。
血液型はB型。住まいは「ハヰカラヶ丘」という架空の地名となっているが、東京の下町という設定である。
公式キャラクターに、自らが描いたにわとりの「ぴよりーな」がいる。本人いわく「人間年齢で14歳位。多感な年頃の女の子」という設定。その名前から「ひよこではないか？」という質問があるが、ひよこの頃に命名して大きくなったという。
埼玉県さいたま市出身。エールユーデザイン所属。MC・レポーターとしては、2014年、東京湾納涼船2014キャンパスDJ・レポーターとしてデビュー。歌手としては、2016年3月3日に池袋シアターYESというライブハウスに出演した事から、デビューとしている。

## 略歴
1993年8月30日、茨城県の病院で誕生。4歳まで東京都板橋区、22歳まで埼玉県さいたま市で過ごす。
2012年3月、淑徳与野中学校・高等学校を卒業。
2012年4月、成城大学文芸学部マスコミュニケーション学科入学。学生時代には学生レポーター、学生MCとして活動する。
2014年7月〜9月、東京湾納涼船2014キャンパスDJ・レポーターを務める。
2015年7月〜10月、東京湾納涼船2015キャンパスDJ・レポーターを務める。
2016年3月、成城大学卒業。
2016年3月3日、池袋シアターYESのステージで歌手デビュー。
その後は、歌手・司会者として活動する傍ら、自らイベント制作を手掛けている。
2017年5月9日、ファーストシングル「ミッドナイト★26時」をリリース。

## エピソード
- 両親に芸能活動を反対され、実家を飛び出した際、家が見つかるまでの1ヶ月間、車上生活を経験する。[3]
- 眼間が4.0cm離れており[4]、「離れ目アイドル大賞2017」の決勝大会[5]のゲストコメンテーターを務める。本人もエントリーしていたが、まさかの予選落ちをして、それをネタにしている。

## 作品

### シングル
- ミッドナイト☆26時（2017年5月9日）

## 主な出演

### イベント
- 石井利佳プロデュースイベント「昭和ラバーズ」（2016年4月〜）
- 「東京和牛ショー2016」
- 石井利佳歌手デビュー1周年記念イベント（2017年3月5日）
- 石井利佳プロデュースイベント「昭和ラバーズ音楽祭」（2017年5月〜）
- 石井利佳バースデー記念「都電荒川線リカちゃん号」運転（2017年8月27日）
- 「東京和牛ショー2017」
- 石井利佳プロデュースイベント「昭和ラバーズだョ！ラーメン博物館に全員集合」（2017年〜）
- 石井利佳歌手デビュー2周年記念イベント「2周年だョ！ラーメン博物館に全員集合」（2018年3月3日）

### 舞台
- 第7回したまち演劇祭2017in台東 参加作品 演劇らぼ・狼たちの教室 第3回本公演「キャプテン☆浅草」（2017年）昭和アイドル リカ（本人）役

### インターネットテレビ
- ミッドナイトは眠れない（2017年9月〜）
- 週刊ロックンロール（2018年1月〜）アシスタントMC
- スナックリカちゃんの夜（2018年1月〜）

### ネット配信
- 「リカの ザ・ショウルーム♡ by 石井利佳」SHOWROOM（2016年〜）